# ساختمان مایما
ساختمان مایما یک آسمان‌خراش واقع در ایالت نیویورک، ایالات متحده آمریکا می‌باشد. ساخت و ساز این ساختمان ۲۰۰۷ شروع شد و ۲۰۱۱ به پایان رسید. تعداد طبقاتش ۶۳ است.